# HD 73256
HD 73256 ist ein 120 Lichtjahre von der Erde entfernter Gelber Zwerg im Sternbild Pyxis. Er besitzt eine scheinbare Helligkeit von 8,1 mag. Im Jahre 2003 entdeckte Stéphane Udry einen extrasolaren Planeten, der diesen Stern umkreist. 
Dieser trägt die Bezeichnung HD 73256 b.